# Jelena Wadimowna Surkowa
Jelena Wadimowna Surkowa (russisch Елена Вадимовна Суркова; * 16. Juni 1988) ist eine russische Boxerin. Sie wurde 2006 Weltmeisterin und 2007 Europameisterin der Amateurinnen jeweils in der Gewichtsklasse bis 86 kg Körpergewicht.

## Werdegang
Jelena Surkowa stammt aus der Gegend von Stawropol und begann als Jugendliche im Jahre 2003 mit dem Boxen. Nach dem Abitur begann sie an der staatlichen Hochschule in Kolmytskom ein Sportstudium, das noch nicht beendet ist. Ferner trat sie in die russische Armee ein und wurde Mitglied des Sportclubs der Armee in Moskau. Trainiert wird sie von M.I. Meltzer u. P.I. Paschkow.
Die 1,75 Meter große Boxerin startete als 18-jährige Newcomerin in der schwersten Gewichtsklasse beim Frauenboxen, die damals ihr Gewichtslimit bei 86 kg Körpergewicht (KG) hatte. Bereits im Jahre 2006 wurde sie in dieser Gewichtsklasse erstmals russische Meisterin. Ihre internationale Karriere begann sie im Oktober 2006 beim Venus-Cup in Vejle/Dänemark, wo sie allerdings gegen ihre weitaus erfahrenere Landsfrau und Doppel-Weltmeisterin Irina Sinezkaja durch Abbruch i.d. 2. Runde verlor. Überraschenderweise wurde sie trotzdem für die Weltmeisterschaft dieses Jahres in New Delhi nominiert, die im November stattfand. Jelena Surkowa besiegte dort Şemsi Yaralı aus der Türkei (11:10) und im Endkampf auch die Titelverteidigerin Maria Kovacs aus Ungarn (20:16) jeweils nach Punkten und wurde damit Weltmeisterin in der Gewichtsklasse bis 86 kg KG.
2007 wurde Jelena Surkowa mit einem KO-Sieg i.d. 1. Runde über Oksana Melechonowa wiederum russische Meisterin in der Klasse bis 86 kg KG. Sie musste in diesem Jahr aber auch einige Niederlagen hinnehmen. So verlor sie beim Ahmet-Comert-Cup in Istanbul im Endkampf gegen Şemsi Yaralı, allerdings bei Punktgleichstand von 17:17 nur wegen der Hilfspunkte, die zugunsten von Yarali entschieden. Beim Witch-Cup in Pécs/Ungarn verlor sie im Endkampf gegen Maria Kovacs, wobei die Punktniederlage mit 4:15 ziemlich eindeutig ausfiel. Bei der Europameisterschaft 2007 in Vejle/Dänemark war sie aber wieder obenauf und wurde mit Siegen über Şemsi Yaralı, Dinara Schurgunowa, Ukraine und Maria Kovacs auch Europameisterin.
Im Jahre 2008 wurde Jelena Surkowa mit Siegen über Marina Maksimenko und Albina Wascheikina russische Meisterin in der Gewichtsklasse bis 80 kg KG. Bei der Weltmeisterschaft dieses Jahres im chinesischen Ningbo startete sie allerdings wieder in der Gewichtsklasse bis 86 kg KG und verlor ihren Kampf im Viertelfinale gegen die Chinesin Zhang Lina knapp nach Punkten (6:8). Sie schied damit aus und kam auf den 5. Platz.
Im Jahre 2009 belegte sie bei der russischen Meisterschaft im Halbschwergewicht (bis 81 kg KG) den 2. Platz, weil sie im Finale gegen Marija Jaworskaja nach Punkten (4:11) verlor. Im Jahre 2010 erschien sie bei der russischen Meisterschaft sogar in der Mittelgewichtsklasse (bis 75 kg KG). Sie musste bei dieser Meisterschaft im Halbfinale gegen Inna Sagaidakowskaja eine Punktniederlage hinnehmen und belegte deshalb nur den 3. Platz. Zu Einsätzen bei internationalen Meisterschaften kam sie in den Jahren 2009 und 2010 nicht. 2011 belegte Jelena Surkina bei der russischen Meisterschaft im Mittelgewicht den 3. Platz. Sie kam aber auch in diesem Jahr zu keinen internationalen Einsätzen.

## Internationale Erfolge
| Jahr | Platz | Wettbewerb                       | Gewichtsklasse | Ergebnis |
| 2006 | 2.    | Venus-Cup in Vejle/Dänemark      | bis 86 kg KG   | nach Abbruch-Niederlage i.d. 2. Runde gegen Irina Sinezkaja, Russland                                                     |
| 2006 | 1.    | WM in New Delhi                  | bis 86 kg KG   | nach Punktsiegen über Şemsi Yaralı, Türkei (11:10) u. Maria Kovacs, Ungarn (20:16)                                        |
| 2007 | 2.    | Ahmet-Comert-Turnier in Istanbul | bis 86 kg KG   | nach Punktsieg über Adriana Hosu, Rumänien (21:10) u. Punktniederlage gegen Şemsi Yaralı (17:17+)                         |
| 2007 | 3.    | Witch-Cup in Pécs/Ungarn         | bis 86 kg KG   | nach Punktniederlage gegen Maria Kovacs (4:15)                                                                            |
| 2007 | 1.    | EM in Vejle/Dänemark             | bis 86 kg KG   | nach Punktsieg über Şemsi Yaralı (9:1), Abbruchsieg über Dinara Schurgunowa, Ukraine u. Punktsieg über Maria Kovacs (8:4) |
| 2008 | 3.    | Ahmet-Comert-Turnier in Istanbul | bis 80 kg KG   | nach Abbruch-Niederlage i.d. 2. Runde gegen Catalina Stanga, Rumänien                                                     |
| 2008 | 5.    | WM in Ningbo/China               | bis 86 kg KG   | nach Punktniederlage gegen Zhang Lina, China (6:8)                                                                        |
| 2009 | 3.    | Russland-Cup in Sterlitamak      | Mittel         | nach Punktniederlage gegen Inna Sagaidakowskaja (5:12)                                                                    |
| 2010 | 1.    | Russland-Cup in Krasnoarmeisk    | Halbschwer     | nach Punktsieg über Ljubow Gitlis, Russland (11:2) u. Abbruchsieg i.d. 4. Runde über Ljubow Parschina                     |

## Russische Meisterschaften
| Platz | Gewichtsklasse | Ergebnis     | |
| 2006  | 1.             | bis 86 kg KG | |
| 2007  | 1.             | bis 86 kg KG | nach KO-Sieg i.d. 1. Runde im Finale über Oksana Melechonowa                                                                                             |
| 2008  | 1.             | bis 81 kg KG | nach Abbruchsieg i.d. 2. Runde über Marina Maksimenko u. Punktsieg über Albina Wascheikina (17:5)                                                        |
| 2009  | 2.             | Halbschwer   | nach Punktsieg über Ilmirc Garipawa (22:0), kampfl. Sieg über Tatjana Owtschinnikowa u. Punktniederlage gegen Marija Jaworskaja (4:11)                   |
| 2010  | 3.             | Mittel       | nach Abbruchsiegen i.d. 1. Runde über Jekaterina Sablikowa u i.d. 3. Runde über Walentina Michailnia u. einer Punktniederlage gegen Inna Sagaidakowskaja |
| 2011  | 3.             | Mittel       | nach einem Abbruchsieg i.d. 1. Runde über Natalija Roschkowa und einer Punktniederlage gegen Irina Potejewa (8:13)                                       |

## Erläuterungen
- WM = Weltmeisterschaft, EM = Europameisterschaft
- KG = Körpergewicht
- Mittelgewicht, bis 75 kg, Halbschwergewicht, bis 81 kg Körpergewicht
- bis 2008 gab es bei den Frauen bis zu 15 Gewichtsklassen. Nach einer Gewichtsklassenreform sind es seit 2009 wie bei den Männern nur mehr 10 Gewichtsklassen. Die Bezeichnungen sind nunmehr dieselben wie die bei den Männern